# Ptilodexia varipes
Ptilodexia varipes là một loài ruồi trong họ Tachinidae.